# Leo Arnštam
Leo Oskarovič Arnštam (in russo Лео Оскарович Арнштам?; Ekaterinoslavl', 15 gennaio 1905 – Mosca, 26 dicembre 1979) è stato un regista e sceneggiatore sovietico.
Alla prima edizione del Festival di Cannes ha presentato due film, Zoja (1944) e Glinka (1946), mentre all'ottava edizione ha vinto il Prix du film lyrique con Romeo i Džul'etta (1955).

## Filmografia
- Vstrečnyj, 1932
- Ankara, 1933
- Podrugi, 1935
- Druz'ja, 1938
- Boevoj kinosbornik n° 2, 1941
- Zoja, 1944
- Glinka, 1946
- L'ultima danza di Romeo e Giulietta, 1954 (insieme a Leonid' Lavronskij)
- La lezione della storia (Urok istorii), 1957
- Pjat dnej - pjat nočej, 1960
- Sof'ja Perovskaja, 1967